# Kendernay János
Kendernay János (Budapest, 1966. augusztus 10. –) magyar diplomata, politikus. 2019 és 2020 között a Lehet Más a Politika férfi társelnöke.

## Életpályája
Budapesten született, az Radnóti Miklós Gimnáziumban érettségizett 1984-ben, majd 1985-től a berlini Humboldt Egyetem német-skandinavisztika szakos hallgatója volt. Diplomája megszerzése és hazatérése után belépett a magyar diplomáciai szolgálatba. 1994-ben került először külszolgálata Brüsszelbe, majd 1999-ben a Külügyminisztérium európai uniós együttműködési főosztályának vezetőjévé nevezték ki. 2009-ben Gál Kinga európai parlamenti képviselő tanácsadója, majd 2010-ben a Európai Külügyi Szolgálat diplomatája lett. A szolgálatból 2018-ban lépett ki, amikor vezető közéleti pályafutásba kezdett.
1990-ben rövid ideig az Ifjú Szocialistáknál volt aktív, ezt követően távol tartotta magát a pártpolitikától 2014-ig, amikor belépett a Lehet Más a Politikába. A külhoni magyar területi szervezetének lett vezetője, majd 2017-ben a párt Országos Politikai Tanácsának egyik elnökségi tagjává választották. 2018-ban a párt országos elnökségébe választották. 2019-ben neve felmerült, mint a német Szövetség ’90/Zöldek európai parlamenti képviselőjelöltje, de végül az LMP listáján indult, annak harmadik helyén. A választás utáni tisztújításon választották meg a párt férfi társelnökévé. Tisztségét 2020 nyaráig töltötte be.
A 2021-es magyarországi ellenzéki előválasztáson Szigetszentmiklóson, a Pest megyei 8. sz. országgyűlési egyéni választókerületben indult.
A 2024-es magyarországi önkormányzati választáson az LMP Budapest XII. kerületi polgármester jelöltje volt, de még áprilisban visszalépett az előválasztáson győztes Kovács Gergely javára. 2025 januárjában bejelentette, hogy kilép az LMP-ből.
Nős, két gyermek édesapja.